# Огни Сретенья
«Огни Сретенья» (фр. Les feux de la Chandeleur) — французский художественный фильм, снятый режиссёром Сержем Корбером. В 1972 году был включён в число номинантов на приз «Золотая пальмовая ветвь» Каннского кинофестиваля.
Экранизация одноименного романа Катрин Пейзан.

## Сюжет
В один прекрасный день Александр (Жан Рошфор), занимающий видное положение в маленьком городе, начинает всерьёз беспокоиться за свою дальнейшую карьеру. Его жена Мария-Луиза (Анни Жирардо) начинает увлекаться странными революционными идеями переустройства мира. Александр оставляет её и женится на другой женщине. Проходит десять лет. Бывшие супруги вновь встречаются и пламя страсти вспыхивает с новой силой. Лаура (Клод Жад) влюбляется в социалиста Mарка (Бернар Фрессон). Мари-Луиза продолжает надеяться на возвращение Александра, но сын (Бернард Ле Кок) убеждает её, что он никогда не вернётся к ней...

## В ролях
- Анни Жирардо — Мария-Луиза Бурсо
- Жан Рошфор — Александр Бурсо
- Клод Жад — Лаура Бурсо
- Бернар Ле Кок — Жан Пол Бурсо
- Бернар Фрессон — Mapк
- Жан Буиз — аббат

## Рецензия на фильм
Кино ежегодник lifejournal называет фильм 9-м самым влиятельным фильмом 1972 года: "9. Огни Сретенья / Les feux de la Chandeleur (Корбер)
Серж Корбер после пары плохих комедий каким-то образом снял чудесный фильм, вышедший как будто из Голливуда золотой эпохи. Кажется, что его мог снять Капра или Любич, если кто-то из них был бы французом. Концовка, впрочем, наглядно показывает отличие европейского кино от американского." 